# Drago Ibler
Drago Ibler (Zagreb, 14.  kolovoza 1894. – Novo Mesto, 12. rujna 1964.), hrvatski arhitekt, sveučilišni nastavnik i teoretičar arhitekture.

## Životopis
Arhitekturu je studirao na Technische Hochschule u Dresdenu. Nakon toga 1921., otišao je u Pariz i pridružio se skupini arhitekata iz kruga Le Corbusiera i L'Esprit Nouveau, zatim je nastavio studije na Državnoj Umjetničkoj Akademiji (Staatliche Kunstakademie) u Berlinu (1922. – 4.) i studiju njemačkog arhitekta Hansa Poelziga zahvaljujući utjecaju kojega se u ranim Iblerovim djelima osjeća utjecaj arhitekture njemačkog ekspresionizma.
Nakon tog razdoblja studija i usavršavanja Ibler projektira zgradu Zavoda za osiguranje radnika (1923.), prvi projekt moderne funkcionalističke arhitekture u tadašnjem Zagrebu i Jugoslaviji. Zatim sa zagrebačkim kolegama istomišljenicima (Dragom Galićem, Mladenom Kauzlarićem, Stjepanom Planićem i drugima), između 1925. – 1935. radi na osnivanju takozvane Zagrebačke škole, neformalne grupe arhitekata, zastupnika modernističkog pravca u arhitekturi, koji su željeli radikalno prekinuti sa svim nepotrebnim tradicionalističkim ostavštinama (ukrasi, dekorativne fasade). 
Njegov socijalni i društveni angažman, doveo ga je na čelne pozicije grupe Zemlja, koju je uz umjetnike istomišljenike osnovao 1929. u Zagrebu. U isto vrijeme Ibler radi kao arhitekt na brojnim natječajima, ali slabo prolazi, radovi su mu u 
većini slučajeva odbijeni. Jedan dio odbijenica svakako se desio zbog konzervativne sredine, koja nije mogla prihvatiti nova modernistička (i puristička) shvaćanja arhitektonske ljepote, a dio toga išao je i zbog Iblerovog očiglednog lijevog političkog angažmana, koji se osobito vidio kroz javne istupe grupe Zemlja. No Ibler nije bio bez prihoda, realizirao je projekte za brojne manje privatne vile u Zagrebu, Korčuli, nekoliko industrijskih objekata i zgradu radničkog osiguranja u Skopju (1932.), u kojoj je prvi put primijenio neke nove ideje Le Corbusiera, između ostalog i njegove prozore na vrpci. 
Od 1926. Ibler radi kao profesor na Zagrebačkoj Akademiji likovne umjetnosti, na netom osnovanom Odjelu Ahitekture, koji djeluje do ratne 1941. Nakon toga Ibler radi na Ženevskom Sveučilištu kao predavač arhitekture. Nakon svršetka rata vraća se u Zagreb, i ponovno predaje na Akademiji (Odjel Arhitekture). Iza rata ublažio je svoja radikalna i puristička shvaćanja o čistoći moderne arhitekture, tako da njegovi poratni projekti imaju i čisto dekorativne ili skulpturalne dodatke, bez obzira na funkciju. Puno radi, ali mnogo toga ostaje samo na papiru poput projekta za beogradsku Operu (1948.), zgradu jugoslavenske veleposlanstva u Moskvi (1959.), Titove zagrebačke rezidencije ( 1961. – 4.). No pored tih nerealiziranih, ostaje dosta ostvarenih Iblerovih projekata stambenih zgrada po Zagrebu; u Martićevoj, Smičiklasovoj i Vlaškoj ulici. Od svih tih objekata njegov Drveni neboder (1958.) iz Martićeve, ostat će valjda Iblerov trajni zaštitni znak u njegovu rodnom gradu.
- Poginuo je u prometnoj nesreći 1964., kod Novog Mesta.
- Iblerov tekst iz manifesta grupe Zemlja ( 1929.) - Treba živjeti životom svoga doba i treba stvarati u duhu svoga doba. Suvremeni život prožet je socijalnim idejama i pitanjima kolektiva, a umjetnik ne može stajati izvan kolektiva, jer su umjetnost i život jedno.

## Značajnija ostvarenja
- zgrada Zavoda za osiguranje radnika u Zagrebu (1923.)
- zgrada radničkog osiguranja u Mostaru (1930., danas Dom zdravlja)
- kuća Wellisch u Zagreb (1930.)
- zgrada Zavoda za osiguranje radnika u Skopju (1932.)
- Drveni neboder, Martićeva, Zagreb (1958.)

## Obitelj
Otac Drage Iblera je Janko Ibler, Dragin brat je pneumoftizeolog Stanko Ibler, Mladen Ibler Dragin je sinovac.

## Vanjske poveznice
- Ibler, Drago Hrvatska tehnička enciklopedija, portal hrvatske tehničke baštine. LZMK